# Bulciago
Bulciago – miejscowość i gmina we Włoszech, w regionie Lombardia, w prowincji Lecco.
Według danych na rok 2004 gminę zamieszkiwały 2733 osoby, 911 os./km².